# 清川均士
清川 均士（きよかわ ひとし、1967年1月14日 - ）は、山形県出身の俳優。

## 出演

### 映画
- バウンス ko GALS（1997年）- テラ 役
- 鮫肌男と桃尻女（1999年）- 丸夫 役
- DAZE（2002年） - 主演
- HEY JAPANESE! Do you believe PEACE,LOVE and UNDERSTANDING? 2008 2008年、イマドキジャパニーズよ。愛と平和と理解を信じるかい?（2008年）
- ランブリングハート（2010年）
- スマグラー おまえの未来を運べ（2011年）- 高橋義春 役

### テレビ
- 清左衛門残日録（1993年）
- 花の乱（1994年） - 青鬼 役
- 火曜サスペンス劇場 殺人捜査 第3作「1996年殺人捜査」（1996年12月24日）
- 月曜ドラマスペシャル 早乙女千春の添乗報告書 第4作（1996年）- 古谷 役
- 新・半七捕物帳（1997年、NHK）第7話「槍突き」- 作造 役（清川均 名義）
- 天使の代理人 第2話（2010年）- 木田 役
- BOSS 2ndシーズン 第4話（2011年）
- 絶対零度〜未解決事件特命捜査〜 Special（2011年）
- 私立探偵★真壁リュウ 第4話（2012年）
- 月曜ゴールデン 緑川警部シリーズ 第4作（2012年） - 輪島順平 役
- 翳りゆく夏 第4話（2015年）

### PV
- SMAP Fly（1999年）
- SUPERCAR